# 국변성
국변성(國辨成, ? ~ ?)은 백제 의자왕(武王) 때의 대신이자 유민이다. 대성팔족(大姓八族) 중의 하나인 국씨(燕氏) 출신 귀족이다.

## 생애
660년(의자왕 20년) 백제가 멸망한 후, 의자왕과 태자 효, 왕자 태, 융, 연 및 대신(大臣)과 장사(將士) 88명, 백성 12,870명 등과 함께 소정방에게 붙잡혀 당나라의 수도로 끌려갔다.
이후 11월 1일 당나라 조정에 바쳐졌으나 당 고종이 특별히 풀어주었다고 한다.